# Львівський кіноцентр
Львівський кіноцентр (англ. Lviv Film Center) на базі колишнього кінотеатру «Сокіл» розташований в парку «Горіховий гай» в історичній місцевості Кульпарків.

## Історія
У грудні 1978 року, посеред парку «Горіховий гай», було споруджено будівлю дитячого кінотеатру «Орлятко» (рос. Орлёнок). У 1990 році глядацька зала кінотеатру налічувала 273 місця, а за день у кінотеатрі відбувалося, у середньому, до 7 кіносеансів. Завантаженість кінозалу у 1989—1990 роках становила приблизно 35 %. Протягом 1989 року кінотеатр відвідало близько 283 тисяч глядачів, а працювало, станом на 1 січня 1991 року, лише 18 осіб.
За часів незалежної України змінив назву на «Сокіл». Серед надто малу відвідуваність кіносеансів та припинення фінансування у середині 1990-х роках кінотеатр припинив свою роботу і лише 2003 року заново її поновив. Тоді директором закладу культури була Росоловська Анна Михайлівна. Державне комунальне підприємство кінотеатр «Сокіл» рішенням ЛМР від 18 грудня 2014 року було реорганізовано в ЛКП «Львівський кіноцентр» зі збереженням функціонального призначення. 2 березня 2015 року директором установи призначено Андрія Породка.

## Архітектура
Львівський кіноцентр розташований у глибині житлового масиву та стоїть посеред озелененої території поряд зі ставком Олеська долина. Це цегляний отинькований будинок змішаної поверховості, збудований у стилі модернізму та у своєму плані, наближений до правильного прямокутника.
На першому поверсі містяться: вестибюль із квитковими касами; великий квадратний у плані холу, прикрашений кольоровим вітражем на всю довжину стіни; кафе-бар; глядацький зал, туалети, сходи, що ведуть на 2-ий поверх будівлі.
На другому поверсі розташовані: кабінет директора, апаратна, службові кімнати.
Загальна площа приміщень — 620 м², з яких зала займає площу 235 м², а фоє — 175 м². Сцена має великий екран. Матеріально-технічна база кінотеатру збереглася дотепер в доброму стані, однак є застарілою.